# Якименко, Иван Семёнович
Ива́н Семёнович Якиме́нко (6 [18] мая 1899 года — 17 июля 1962 года) — участник Великой Отечественной войны, командир пулемётного расчёта 261-го гвардейского стрелкового полка 87-й гвардейской стрелковой дивизии 43-й армии 3-го Белорусского фронта, Герой Советского Союза, гвардии сержант.

## Биография
Родился 18 мая 1899 года в городе Бердянске Российской империи (по другим данным в селе Троицкое), ныне Запорожской области Украины, в семье крестьянина. Украинец.
Окончил 4 класса. В 1922—1923 годах служил в Красной Армии. После демобилизации переехал в станицу Выселки Краснодарского края. Работал механиком на элеваторе, заведующим складом в конторе «Райзаготзерно».
Вновь призван в армию в феврале 1943 года, с этого же времени — на фронте. В составе 261-го гвардейского стрелкового полка 87-й гвардейской стрелковой дивизии воевал на Южном, 4-м Украинском, 1-м Прибалтийском и 3-м Белорусском фронтах. Участвовал в боях на реке Миус, Донбасской и Мелитопольской операциях, боях на Перекопском перешейке, освобождении Крыма, Прибалтики, уничтожении группировки противника в Восточной Пруссии.
Командир пулемётного расчёта гвардии сержант Якименко особо отличился при штурме Кёнигсберга (ныне — Калининград).
6 апреля 1945 года при прорыве обороны противника северо-западнее Кёнигсберга в районе населённого пункта Вальдгартен (ныне в черте Калининграда, район переулка Ломоносова) он вплотную подполз к вражескому дзоту и гранатами и несколькими очередями в амбразуру уничтожил его гарнизон. Затем под обстрелом врага первым переправился через канал Ланд-Грабен (река Голубая) и шквальным огнём по неприятелю обеспечил переправу батальона через водную преграду.
В уличных боях И. С. Якименко, действуя впереди стрелкового подразделения, устанавливал пулемёт на чердаках домов и уничтожал вражеских снайперов и пулемётчиков, мешавших продвижению пехоты. За три дня боёв он истребил свыше 60 немецких солдат и офицеров, подавил огонь двух дзотов и свыше десяти пулемётных точек.
Указом Президиума Верховного Совета СССР от 19 апреля 1945 года за мужество, отвагу и героизм, проявленные в борьбе с немецко-фашистскими захватчиками, гвардии сержанту Якименко Ивану Семёновичу присвоено звание Героя Советского Союза с вручением ордена Ленина и медали «Золотая Звезда» (№ 4216).
В 1945 году был демобилизован. Жил в станице Выселки.
Умер 17 июля 1962 года. Похоронен тоже в Выселках.

## Награды
- Медаль «Золотая Звезда» Героя Советского Союза (19.04.1945, № 4216);
- орден Ленина (19.04.1945);
- медали СССР, в том числе:
  - медаль «За отвагу» (27 марта 1945 года)[3]
  - Медаль «За взятие Кёнигсберга»

## Память
- На мемориальной плите памятника воинам села Троицкое — участникам Великой Отечественной войны, указаны годы жизни Героя: «1899—1956».